# Triuva Kapitalverwaltungsgesellschaft
Die Triuva Kapitalverwaltungsgesellschaft mbH (Eigenschreibweise: TRIUVA) ist ein Anbieter und Manager von strukturierten Immobilienanlageprodukten für institutionelle Investoren mit Sitz in Frankfurt am Main. Das Unternehmen zählt mit über 277 Objekten in Europa mit einem Gesamtwert von rund 10 Milliarden Euro zu den bedeutendsten deutschen Immobilienverwaltern und gehört zur Patrizia AG.

## Geschichte
Mit  Gesellschaftsvertrag vom 25. September 1970 wurde in Wiesbaden von Sal. Oppenheim jr. & Cie. die Oppenheim Immobilien - Kapitalanlagegesellschaft mit beschränkter Haftung gegründet. Am 20. November 2007 übernahm die IVG Immobilien AG das Unternehmen und änderte den Namen in IVG Institutional Funds GmbH. 2011 verlegte das Unternehmen seinen Sitz an den heutigen Standort in das unternehmenseigene The Squaire am Frankfurter Flughafen.
Zwischen 2011 und 2015 übernahm die Triuva Kapitalverwaltungsgesellschaft eine Reihe weiterer bekannter Immobilien darunter zum Beispiel den Eurotower der EZB in Frankfurt oder das Shell-Haus und die Kaiserhöfe in Berlin.
Im Jahr 2017 verkaufte die IVG Immobilien AG Triuva an die Patrizia AG. Zeitgleich verkaufte Triuva die in Frankfurt gelegene Taunusanlage 11 für 125 Mio. Euro an die AEW Capital Management. Der Eurotower wurde 2018 an die taiwanische Versicherung Fubon Life Insurance veräußert.

## Unternehmen
Triuva ist eine Kapitalverwaltungsgesellschaft gemäß § 17 Kapitalanlagegesetzbuch und konzentriert sich auf die Verwaltung von EU-Investmentvermögen. Das Unternehmen verwaltet mit verschiedenen nationalen und internationalen Tochtergesellschaften einen Bestand von rund 277 Gewerbeimmobilien und Kavernen im Gesamtwert von rund 10,0 Mrd. Euro für circa 100 institutionelle Kunden und ist der zweitgrößte aktive Manager für diese Produktgruppe in Deutschland. Neben dem Hauptsitz in Frankfurt am Main unterhält das Unternehmen Niederlassungen in Amsterdam, Berlin, Brüssel, Düsseldorf, Hamburg, Madrid, Mailand, London, Luxemburg, München, Paris, Stockholm, Warschau und Wien. Daneben werden in einzelnen Objekten temporäre Showrooms und Informationsbüros vorgehalten.
Die Triuva Kapitalverwaltungsgesellschaft mbH beinhaltet folgend Tochtergesellschaften:
- Triuva Luxembourg S.à r.l., Luxemburg
- Triuva UK Ltd., Großbritannien
- PMG-Property Management GmbH, Frankfurt
- Angerhof Verwaltungs GmbH, Frankfurt
- Zeil 94 Verwaltungs-GmbH, Frankfurt
- Westend Ottensen Verwaltungs.- und Beteiligungs GmbH, Frankfurt
- IVG Sweden AB, Schweden
- IVG Netherlands BV, Holland
- Triuva Immobiliere France SAS, Frankreich

Die Gesellschafter des Unternehmens sind die IVG Funds Holding GmbH, Bonn mit 94,0 % und die Luxemburger DB Value S.à r.l., ehemals Sal. Oppenheim jr. & Cie. S.C.A, mit 6,0 %.

## Portfolio (Auswahl)
| Objekt              | Standort                                           | Beschreibung                                                                               | Größe         | Hauptmieter (Stand 2017)            | Bild   |
| ------------------- | -------------------------------------------------- | ------------------------------------------------------------------------------------------ | ------------- | ----------------------------------- | ------ |
| Shell-Haus          | Berlin-Tiergarten Reichpietschufer 60–62           | Bürogebäude, denkmalgeschützt Architekt: Emil Fahrenkamp / Meinhard von Gerkan (Sanierung) | 18.378 m² BGF | Bundesministeriums der Verteidigung | [ 11 ] |
| Ericus-Contor       | Hamburg-HafenCity Ericusspitze 2                   |                                                                                            | 18.900 m² BGF | Maersk Hapag-Lloyd.                 |        |
| Kranhaus Eins (Süd) | Köln-Rheinauhafen Im Zollhafen 24                  | Bürogebäude Architekturbüro Bothe, Richter, Teherani                                       | 16.600 m² NUF | Sternerestaurant Ox & Klee          |        |
| Maintor Panorama    | Frankfurter Bankenviertel Neue Mainzer Straße 2–4, | Bürogebäude Architekt: Christoph Mäckler                                                   | 13.000 m² BGF | CMS Hasche Sigle                    |        |
| Kaiserhöfe          | Berlin Unter den Linden 26–30                      | Geschäftshaus, denkmalgeschützt Rüthnick Architekten                                       | 13.500 m² NUF | Design Offices GmbH                 |        |